# Barriera di carne - La porta del corpo
Barriera di carne - La porta del corpo (Nikutai no mon) è un film del 1964 diretto da Seijun Suzuki. È conosciuto anche con il solo titolo La porta del corpo.

## Trama
In un sobborgo di Tokyo, nell'immediato dopoguerra, quattro prostitute formano una banda in modo da proteggersi a vicenda e tutelare il frutto dei loro adescamenti, che rivolgono esclusivamente a connazionali, in quanto la leader del gruppo, Komasa Sen, personalità torbida e volitiva, nutre viscerale avversione e senso di rivalsa verso le truppe di occupazione americane. Un giorno, nel loro covo, un edificio semidistrutto dai bombardamenti, si rifugia Shintaro, un reduce, che ora vive di rapina, ricercato per aver ferito ad una gamba un agente della polizia militare americana; le prostitute, tutte attratte dal carattere forte e risoluto di Shintaro, nonché dalla sua virilità, anziché denunciarlo decidono di aiutarlo e lo tengono nascosto nel loro rifugio. Maya, la più giovane e più fragile del gruppo, si innamora di Shintaro e ha con lui un rapporto carnale, convincendolo a portarla via con sé e scatenando la gelosia di Sen che tradisce Shintaro con i suoi nemici, e dopo aver battuto Maya la scaccia dal covo. Mentre attende Maya, per fuggire con lei, Shintaro viene abbattuto dai militari americani, lasciando sola la ragazza.

## Produzione
Nel documentario From the Ruins: Making 'Gate of Flesh', del 2005, Suzuki ricorda come il film - girato secondo i soliti standard della Nikkatsu, ovvero 10 giorni di pre-produzione, 25 per le riprese, 3 di post-produzione - incontrò il rifiuto a prendervi parte di quasi tutte le attrici sotto contratto con la casa di produzione, a causa delle scene di nudo previste dal copione. Per coprire i cinque ruoli femminili principali, Kayo Matsuo, legata alla Nikkatsu dal 1958, fu affiancata da interpreti esterne.

## Critica
(Il Morandini che assegna al film due stelle su cinque di giudizio)
Il Farinotti assegna al film due stelle su cinque di giudizio.